# 九里亭街道
九里亭街道，是中国上海市松江区下属的一个街道办事处。原为九亭镇的一部分，2015年7月15日，上海市人民政府批复同意建立九里亭街道办事处。行政区域范围为：东至小涞港，南至沪松公路，西至G15高速公路，北至G50高速公路。面积约6.79平方公里。九里街道办事处驻九杜路333号。

## 名称由来
九里亭街道以九里亭为名，传南宋末，僧法耸始建九里亭。清光绪三年（公元1877年）乡贤沈梦虎在蒲汇塘西端北岸重建凉亭一座，因亭距七宝、泗泾各九里，故名九里亭。

## 行政区划
九里亭街道下辖以下居委会：九里亭居委会、松沪居委会、亭汇居委会、知雅汇居委会、九城湖滨小区居委会、涞寅居委会、亭北居委会、郎庭居委会、绿庭尚城居委会、南奥园居委会、北奥园居委会、亭谊居委会、贝尚湾居委会、中大居委会。